# 오르세올로 페테르

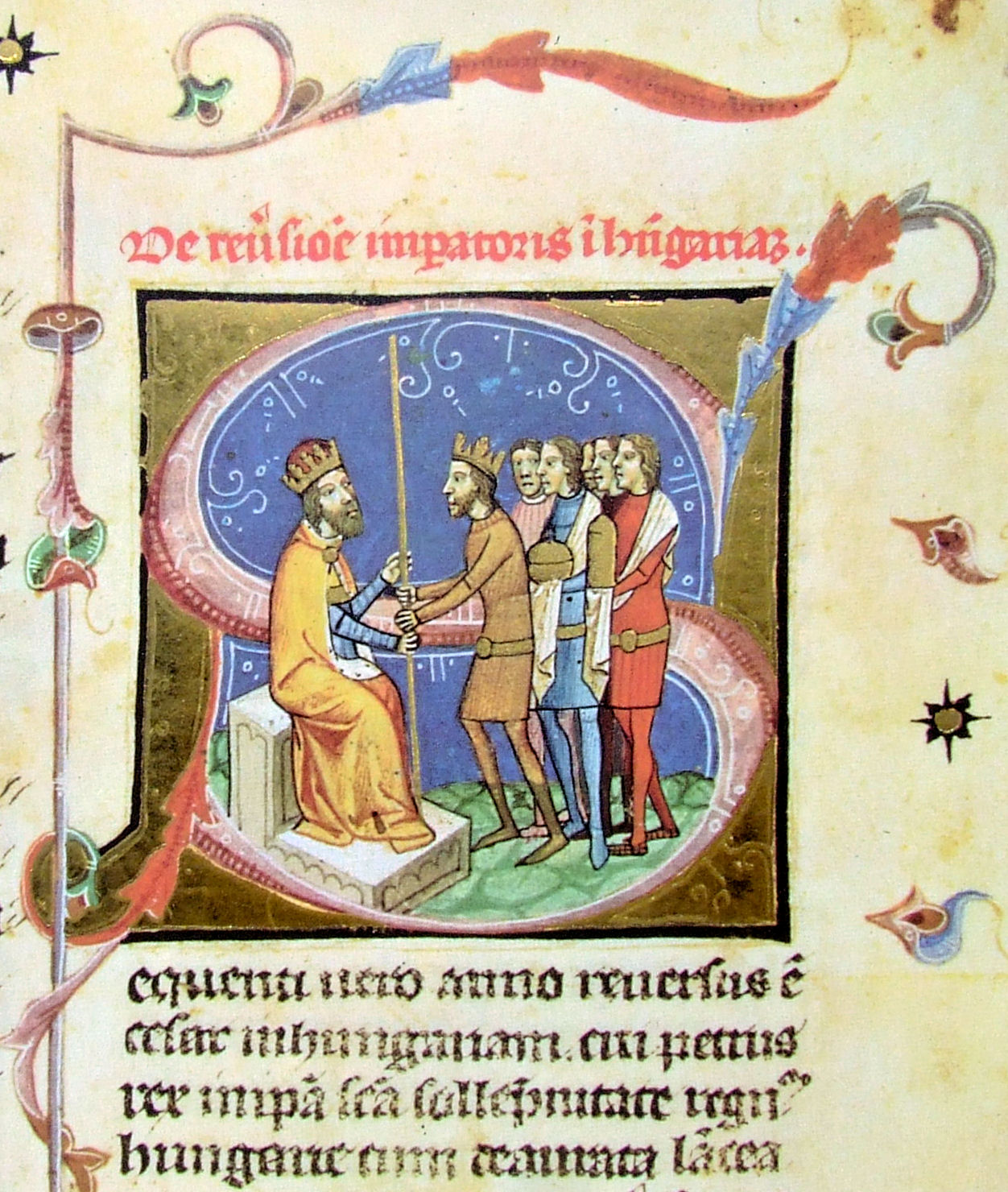
14세기에 출간된 《삽화 연대기》에 묘사된 오르세올로 페테르

오르세올로 페테르(헝가리어: Orseolo Peter, 슬로바키아어: Peter Orseolo 페테르 오르세올로, 1011년 베네치아 ~ 1046년 세케슈페헤르바르)는 헝가리의 국왕(재위: 1038년 ~ 1041년, 1044년 ~ 1046년)이다. 베네치아인 페테르(헝가리어: Velencei Péter 벨렌체이 페테르[*])라는 별칭으로 부르기도 한다.

## 생애
베네치아에서 오토 오르세올로(Otto Orseolo)의 아들로 태어났으며 그의 어머니는 이슈트반 1세의 여동생이다. 1026년 오토 오르세올로가 베네치아에서 일어난 반란으로 인해 비잔티움 제국의 콘스탄티노폴리스로 도망쳤을 때에 헝가리로 도망쳤다. 이슈트반 1세는 그를 왕실군의 사령관으로 임명했다.
1031년 이슈트반 1세의 유일한 자식이었던 임레가 사고로 사망했다. 이 과정에서 이슈트반 1세는 버줄(Vazul)이 자신을 암살하려는 음모를 꾸몄다는 사실을 밝혀냈다. 이슈트반 1세는 버줄의 두 눈을 뽑고 귀에 뜨거운 납을 부어넣는 형벌을 가했다. 또한 버줄의 세 아들이었던 레벤테(Levente), 언드라시(András, 언드라시 1세), 벨러(Béla, 벨러 1세)를 체포하라는 명령을 내렸지만 세 아들은 이미 헝가리를 떠난 상태였다.
1038년 이슈트반 1세의 뒤를 이어 왕위에 오른 뒤부터 적극적인 외교 정책을 펼쳤다. 1039년과 1040년에는 바이에른을 약탈했고 1040년에는 보헤미아의 브르제티슬라프 1세 공작과 동맹을 맺고 신성 로마 제국의 하인리히 3세 황제에 대항해 나갔다.
1041년 이슈트반 1세의 왕비였던 기젤러(Gizella)가 소유하고 있던 재산을 몰수하자 귀족들은 페테르를 폐위시키고 이슈트반 1세의 조카였던 어버 샤무엘을 새 국왕으로 추대했다. 한편 페테르는 오스트리아로 망명하면서 아달베르트(Adalbert) 변경백의 보호를 받게 된다.
1044년 7월 신성 로마 제국의 하인리히 3세의 지원을 받은 페테르는 죄르 근교에서 일어난 멘푀(Ménfő) 전투에서 어버 샤무엘 지지 세력을 물리치고 헝가리의 국왕으로 복위하게 된다. 이 때부터 헝가리는 신성 로마 제국의 봉건 영지가 된다. 1046년 이교도 평민들이 일으킨 버터(Vata) 반란으로 인해 국외로 망명하고 만다.